# Majdan (Mrkonjić Grad)
Pour les articles homonymes, voir Majdan.
Majdan (en serbe cyrillique : Мајдан) est un village de Bosnie-Herzégovine. Il est situé dans la municipalité de Mrkonjić Grad et dans la république serbe de Bosnie. Selon les premiers résultats du recensement bosnien de 2013, il compte 465 habitants.

## Démographie

### Évolution historique de la population dans la localité
| 1948 | 1953 | 1961 | 1971 | 1981  | 1991 | 2013 |
| ---- | ---- | ---- | ---- | ----- | ---- | ---- |
| -    | -    | 538  | 994  | 1 047 | 946  | 465  |

|  |

### Communauté locale
En 1991, la communauté locale de Majdan comptait 1 774 habitants, répartis de la manière suivante :